# David Euranie
David Euranie, né le 13 octobre 1979, est un judoka français.

## Biographie
Il est médaillé d'or des moins de 73 kg aux Jeux de la Francophonie de 2005. Au niveau national, il est sacré champion de France des moins de 73 kg en 2005 et en 2006.
Il est le frère des judokas Annabelle et Fanny Euranie.